# Чемпионат Европы по шорт-треку 2004
8-й Чемпионат Европы по шорт-треку проходил с 16 по 18 января 2004 года в Зутермере, Нидерланды.

## Призёры

### Медальная таблица
*   Принимающая страна (Нидерланды)
| Место          | Страна         | Золото | Серебро | Бронза | Всего |
| -------------- | -------------- | ------ | ------- | ------ | ----- |
| 1              | Италия         | 5      | 6       | 4      | 15    |
| 2              | Болгария       | 4      | 0       | 0      | 4     |
| 3              | Россия         | 1      | 4       | 2      | 7     |
| 4              | Германия       | 0      | 0       | 2      | 2     |
| 5              | Бельгия        | 0      | 0       | 1      | 1     |
| 5              | Чехия          | 0      | 0       | 1      | 1     |
| Всего стран: 6 | Всего стран: 6 | 10     | 10      | 10     | 30    |

Медали за дистанцию 3000 метров не вручаются.

### Мужчины
| Дистанция            | Золото                                                                                         | Золото   | Серебро                                                                               | Серебро  | Бронза                                                                  | Бронза    |
| -------------------- | ---------------------------------------------------------------------------------------------- | -------- | ------------------------------------------------------------------------------------- | -------- | ----------------------------------------------------------------------- | --------- |
| 500 метров           | Никола Франческина                                                                             | 42.845   | Никола Родигари                                                                       | 42.933   | Сергей Пранкевич                                                        | 43.023    |
| 1000 метров          | Фабио Карта                                                                                    | 1:35.599 | Никола Франческина                                                                    | 1:35.613 | Никола Родигари                                                         | 1:35.716  |
| 1500 метров          | Никола Родигари                                                                                | 2:23.483 | Фабио Карта                                                                           | 2:23.501 | Питер Гизель                                                            | 2:23.715  |
| 3000 метров          | Питер Гизель                                                                                   | 5:11.707 | Себастьян Праус                                                                       | 5:12.804 | Никола Родигари                                                         | 5:15.999  |
| 5000 метров эстафета | Италия · Маурицио Карнино · Никола Франческина · Роберто Серра · Никола Родигари · Фабио Карта | 7:11.688 | Россия · Сергей Пранкевич · Дмитрий Василенко · Ярослав Карпухин · Александр Герциков | 7:11.966 | Германия · Ариан Нахбар · Себастьян Праус · Томас Бауэр · Андре Хартвиг | 7:13.883  |
| Общая квалификация   | Никола Родигари                                                                                | 81 очко. | Фабио Карта                                                                           | 63 очка. | Никола Франческина                                                      | 57 очков. |

### Женщины
| Дистанция            | Золото                                                                             | Золото    | Серебро                                                                             | Серебро   | Бронза                                                                | Бронза   |
| -------------------- | ---------------------------------------------------------------------------------- | --------- | ----------------------------------------------------------------------------------- | --------- | --------------------------------------------------------------------- | -------- |
| 500 метров           | Евгения Раданова                                                                   | 44.882    | Катя Дзини                                                                          | 45.636    | Катержина Новотна                                                     | 46.050   |
| 1000 метров          | Евгения Раданова                                                                   | 1:37.158  | Татьяна Бородулина                                                                  | 1:37.881  | Нина Евтеева                                                          | 1:37.891 |
| 1500 метров          | Евгения Раданова                                                                   | 2:48.282  | Татьяна Бородулина                                                                  | 2:35.488  | Марта Капурсо                                                         | 2:48.533 |
| 3000 метров          | Татьяна Бородулина                                                                 | 5:33.897  | Марта Капурсо                                                                       | 5:35.153  | Айка Кляйн                                                            | 5:43.759 |
| 3000 метров эстафета | Россия · Марина Третьякова · Татьяна Бородулина · Нина Евтеева · Елизавета Ивлиева | 4:26.687  | Италия · Катя Боррелло · Марта Капурсо · Эвелина Родигари · Мара Дзини · Катя Дзини | 4:26.764  | Германия · Ивонн Кунце · Кристин Прибст · Айка Кляйн · Ульрика Леманн | 4:27.055 |
| Общая квалификация   | Евгения Раданова                                                                   | 104 очка. | Татьяна Бородулина                                                                  | 76 очков. | Марта Капурсо                                                         | 34 очка. |

## Страны-участницы
- Австрия
- Бельгия
- Беларусь
- Болгария
- Хорватия
- Чехия
- Франция
- Германия
- Великобритания
- Венгрия
- Израиль
- Италия
- Латвия
- Нидерланды
- Норвегия
- Польша
- Румыния
- Россия
- Сербия и Черногория
- Словакия
- Словения
- Швеция
- Швейцария
- Украина